# エジプト第14王朝
エジプト第14王朝（エジプトだい14おうちょう、紀元前1725年頃-紀元前1650年頃、または紀元前1805年頃-紀元前1650年頃）は第2中間期に分類される古代エジプトの王朝。この王朝が支配した領域は下エジプト（ナイル川デルタ地帯）あるいはそのごく一部であったと推定されている。その歴史について残る記録は極めて少なく、全体像はよく分かっていない。

## 歴史

### 成立時期
恐らく第14王朝は第13王朝末期に並存していた勢力であったが、その正確な年代については研究者の間でも見解が分かれている。Kim Ryholtは第14王朝が第12王朝最後の女王であるセベクネフェルの治世の半ばかその直後には既に成立していたと主張する。その中心となったのは第1中間期以降、エジプトに流入して数を増やしていたカナン系の住民で、ナイルデルタ東部で独立勢力になって以降、メンフィスの第13王朝政府に対抗したという。この説では第12王朝が終焉した紀元前1805年頃あるいは紀元前1778年頃からヒクソスに制圧される1650年頃まで約150年間存続したとされる。
一方で、第14王朝のものと見られる遺物の殆どは第13王朝中期以降の時代の地層から発見されていることから、他のエジプト学者は第14王朝が第13王朝のセベクヘテプ4世(在位前1730年頃 - 1720年頃)の治世半ばかそれ以降の年代に独立し、最長で約70年間続いたと考えている。

### 勢力範囲
マネトの記録によれば第14王朝には76人のクソイスの王がいた。クソイスはストラボンの記録によれば下エジプトの内部にあって島でもあり都市でもあったとされている。このクソイスは恐らく今日のサカで、下エジプト第6県にあったと考えられている。しかし、これはサカの古代エジプト語の名称であるカスウウと、異国を意味するカスウトが混同されたものであると考えられており、同時代にクソイスを中心にした勢力が存在した証拠は確認されていない。マネトーの本来の記述はむしろ第14王朝の王たちが外国出身の支配者たち、すなわちヘカ・カスウト（ヒクソス）であった事を示していると考えられている。
第15王朝の首都であるアヴァリスの発掘調査では第13王朝時代と同時期に築かれた大規模な宮殿が確認されており、現在は多くの研究者が第14王朝がアヴァリスを中心にした政権だったと見ている。
Ryholtによれば、アヴァリスを中心とした第14王朝の勢力範囲は最大で下エジプトの全域に及び、ブバスティスが第13王朝との境界であったとされる。加えて、第14王朝のものと見られる紋章は上エジプトやヌビア、パレスティナでも見つかっているため、これを王朝が周辺の勢力と広範囲にわたる貿易を展開していた証拠であると主張している。

### 統治
トリノ王名表に記録されている王のうち何人かは第14王朝の王であると考えられているが、彼らについての史料はほとんど残されていない。これらの王のうちベブネムは恐らくアジア名であり、アジア人の支配者がデルタ地帯に自立勢力を作っていたことが伺われる。また、第14王朝の王の中で若干の史料が残されているのがネヘシ（英語版）王である。彼は恐らくアジア人ではなくエジプト人の高官の息子であったと考えられている。アヴァリスから発見された神殿遺跡から彼の名前が発見されている他、周辺からも彼の記念物が見つかっている。ネヘシ王の記念物の分布が下エジプト東部の狭い範囲に集中していることから、彼の王国はアヴァリス周辺の小さな勢力であったことが分かる。
ネヘシの治世と考えられる1705年頃以降、デルタ地域が長期の飢饉と疫病に見舞われた痕跡が発見されている。これらの災厄は第13王朝にも打撃を与えた可能性があり、王権が弱体化し、多数の王が短期間で交代する第2中間期の政治情勢の一因となり、ひいては第15王朝の急激な台頭を招いた可能性がある。
このように第14王朝の王について具体的に分かる事はほとんど無い。また第14王朝の王とされている人々が果たして本当に同一の勢力、家系に属したのかも判然としないのである。その終焉の時期もはっきりしないが、少なくても第14王朝が支配していた下エジプト東部は紀元前17世紀後半には第15王朝（ヒクソス）の勢力範囲に入ることになる。

### 非実在説
テル・エル・ダブア遺跡の発掘調査では、第15王朝が成立する以前の時代の居住地は比較的均一で、住民同士の身分や格差はそれほど大きいものではなかった事が判明している。そのため近年の研究では、第15王朝以前のデルタ地域に独立した政治権力が形成されていた事を疑問視する声も上がっている。
Julien Siesseは出土した文書記録から第13王朝が従来考えられていたよりも後の時代まで国土の統一を維持し続けていた可能性を指摘し、アヴァリス周辺にセム系民族の独立した王朝が二つ存在したと見なすことはできないと主張している。

## 歴代王
この時代の王室の人々の名前が刻まれた印章は各地から多数見つかっている。その一部は第14王朝に属していると考えられるが、その相互の関係をはっきり証明するものはなく、名前以外に確かな事も何もわからない。そのため『全系図付エジプト歴代王朝史』のように、一般向けの資料や書籍では第14王朝の個々の王についての記述は省略される事が多い。クレイトンは実在が確実であるネヘシ王のみをリストにいれている。
以下に示す一覧は英語版ウィキペディア及びトリノ王名表から第14王朝の歴代王の一覧を一部転載したものであるが、完全に復元された物ではない。今後の研究次第では大幅に追記あるいは修正される可能性が高い。Siesseはこれらの王にヒクソス(ヘカ・カスウト)の称号が冠せられていない事から、第13王朝末期の王たちと見なしている。
| 即位名            | 誕生名                   | 在位                  | 備考（情報源）                        |
| ----------------- | ------------------------ | --------------------- | ------------------------------------- |
| アアセフラー      | ネヘシ                   | 前1705年頃?           | 最もよく証明された王                  |
|                   | カクエルエウラー―        |                       |                                       |
|                   | ネブエファウラー         | 前1705? - 前1704年頃? | トリノ王名表：在位1年5か月15日        |
|                   | セヘブラー               | 前1704? - 前1701年頃? | トリノ王名表:在位3年                  |
|                   | メルジェファラー         | 前1701? - 前1699年頃? | トリノ王名表:在位3年，1個の印章と石碑 |
|                   | スワジカラー（3世?）     | 前1701? - 前1699年頃? | トリノ王名表:在位1年                  |
|                   | ネブジェファラー         | 前1699? - 前1698年頃? | トリノ王名表:在位1年                  |
|                   | ウエブエンラー           |                       |                                       |
|                   | 名前不明の王             |                       | トリノ王名表:在位1年                  |
|                   | ...ジェファラー          |                       | トリノ王名表:在位4年                  |
|                   | ...ウエブエンラー        |                       | トリノ王名表:在位3年                  |
|                   | アウイブラー（2世?）     |                       |                                       |
|                   | ヘルイブラー             |                       |                                       |
|                   | ネブセンラー             | ５ヵ月以上            | 名前の刻まれた瓶                      |
|                   | 名前不明の王             |                       |                                       |
|                   | ...ラー                  |                       |                                       |
|                   | セケペルエンラー         |                       | トリノ王名表:在位2年                  |
|                   | ジェドケルウラー         |                       | トリノ王名表:在位2年                  |
|                   | スアンクイブラー（2世?） |                       |                                       |
|                   | ネフェルトアム...ラー    |                       |                                       |
|                   | セケム...ラー            |                       |                                       |
|                   | カケムラー               |                       |                                       |
|                   | ネフェルイブラー         |                       |                                       |
|                   | アイ...ラー              |                       |                                       |
|                   | カカラー                 |                       |                                       |
|                   | アアカラー               |                       |                                       |
| セメンエンラー    | ヘプウ...                |                       |                                       |
| ジェドカラー      | アナティ                 |                       |                                       |
| ...カラー         | べブネム                 |                       |                                       |
| 名前不明の王      |                          |                       | 8行欠損                               |
| スネフェル...ラー |                          |                       |                                       |
|                   | メン...ラー              |                       |                                       |
|                   | ジェド...ラー            |                       |                                       |
|                   | 名前不明の王             |                       | 3行欠損                               |
|                   | アンク...                |                       |                                       |
|                   | アア...                  |                       |                                       |
|                   | 'アペピ                  |                       |                                       |
|                   | 名前不明の王             |                       | 5行欠損                               |

第二中間期の研究者であるRyholtは上記の王に加えて、以下の5人を王朝初期の王として加える。その在位期間については、1年間に発行された王の印章の数を想定し、実際に出土したスカラベ印章の数をこれで割ることで導き出された。但しこれは他の研究者に広く支持されている説ではない。
| 即位名         | 誕生名   | 在位                                                                   | 備考（情報源） |
| -------------- | -------- | ---------------------------------------------------------------------- | -------------- |
| セカエンラー   | ヤクビム | 前1805年? - 前1780年頃?                                                |                |
| ネブウセルラー | ヨアム   | 前1780? - 前1770年頃?                                                  |                |
| カーウセルラー | クアレフ | 前1770? - 前1760年頃?                                                  |                |
| アアヘテプラー | アム     | 前1760? - 前1745年頃?                                                  |                |
| マアイブラー   | シェシ   | 同時代で最もよく証明された王。300個以上のスカラベシールから知られる \| |                |